# オアシス (elikaの曲)
「オアシス」は、elikaの8枚目のシングル。1999年2月26日にスターチャイルドから発売された。

## 概要
- スターチャイルドから発売された2枚目のシングル。
- 1998年12月23日に発売された『「快傑蒸気探偵団」ヴォーカルアルバム White』からシングルカットされた[2]。
- 表題曲「オアシス」は、テレビアニメ『快傑蒸気探偵団』の後期エンディングテーマとして使用された[3]。
- カップリングの「ビタミン」はアルバム未収録となっている。
- elikaはこの作品を最後に活動の動向が不明となっている。

## 収録曲
（全作詞：島影江里香、作曲：ZAKI）
1. オアシス [5:32]
編曲：Toshitaro
  - テレビアニメ『快傑蒸気探偵団』後期エンディングテーマ[3]
2. ビタミン [4:52]
編曲：新井理生
3. オアシス（Off Vocal Version） [5:32]
4. ビタミン（Off Vocal Version） [4:50]

## 収録アルバム
| 曲名     | 収録アルバム                                   | 発売日         | 規格品番   | 備考                                         |
| -------- | ---------------------------------------------- | -------------- | ---------- | -------------------------------------------- |
| オアシス | 『「快傑蒸気探偵団」ヴォーカルアルバム White』 | 1998年12月23日 | KICA-439   |                                              |
| オアシス | 『「快傑蒸気探偵団」ドラマ・アルバム Blue』    | 1999年7月23日  | KICA-464   | 「オアシス (TV Ver.)」として収録されている。 |
| オアシス | 『スターチャイルドSELECTION音楽編 [TV作品集]』 | 2000年1月28日  | KICA-497/8 |                                              |